# Behind the Clouds
«Behind the Clouds» —en español: «Detrás de las nubes»— es una canción del cantante y compositor estadounidense Brad Paisley. Es la cuarta pista de la banda sonora de la película de Pixar Cars y se puede encontrar en el cortometraje de Mate y la luz fantasma para el DVD de la película, tanto en el principio del corto como en la escena de los créditos.
- Datos: Q108521848